# CL9650
En toxicología se denomina CL9650 a la concentración de una sustancia, elemento o compuesto, solos o en combinación, que produce la muerte al cincuenta por ciento (50%) de los organismos sometidos a bioensayos en un período de noventa y seis (96) horas.
Parámetro utilizado para definir estándares de calidad de las sustancias.

## Denominación
- Artículo 19, del Decreto 1594 DEL 26 de junio de 1984 del Ministerio de Agricultura (España)

- Datos: Q5737217